# Åmot, Ockelbo kommun
Åmot är en tätort i Ockelbo kommun, Gästrikland (Gävleborgs län). Samhället ligger cirka 17 km nordväst om Ockelbo. 

## Historia
Före 1700-talet fanns endast två mindre byar vid Åmot. Ett järnbruk anlades dock 1710 av Catharina Bröms, ägare till de järnbruk som senare skulle gå under benämningen Ockelboverken. Bakgrunden var att det runt Åmot fanns gott om skog samt ett vattendrag där en hammarsmedja och hytta kunde anläggas. Bruket växte fort och hade snart blivit Gästriklands största arbetsgivare med 300 personer anställda.
1856 infördes lancashiresmidet vid Åmot, och från år 1887 ingick bruket tillsammans med Ockelboverken i Kopparbergs och Hofors Sågverks AB. Detta ledde emellertid till att både masugnen och smedjan i Åmot samma år lades ned. Åmot kom istället att bli viktig plats för företagets stora skogsförvaltning. 

### Befolkningsutveckling
| Befolkningsutvecklingen i Åmot 1960–2020 | Befolkningsutvecklingen i Åmot 1960–2020 | Befolkningsutvecklingen i Åmot 1960–2020 | Befolkningsutvecklingen i Åmot 1960–2020 | Befolkningsutvecklingen i Åmot 1960–2020 |
| ---------------------------------------- | ---------------------------------------- | ---------------------------------------- | ---------------------------------------- | ---------------------------------------- |
|                                          |                                          |                                          |                                          |                                          |
| År                                       |                                          |                                          | Folkmängd                                | Areal (ha)                               |
| 1960                                     | 1960                                     |                                          | 389                                      | 125                                      |
| 1965                                     | 1965                                     |                                          | 376                                      | 128                                      |
| 1970                                     | 1970                                     |                                          | 359                                      | 128                                      |
| 1975                                     | 1975                                     |                                          | 398                                      | 130                                      |
| 1980                                     | 1980                                     |                                          | 443                                      | 140                                      |
| 1990                                     | 1990                                     |                                          | 291                                      | 161                                      |
| 1995                                     | 1995                                     |                                          | 296                                      | 145                                      |
| 2000                                     | 2000                                     |                                          | 322                                      | 145                                      |
| 2005                                     | 2005                                     |                                          | 306                                      | 145                                      |
| 2010                                     | 2010                                     |                                          | 277                                      | 144                                      |
| 2015                                     | 2015                                     |                                          | 238                                      | 121                                      |
| 2020                                     | 2020                                     |                                          | 210                                      | 101                                      |
|                                          |                                          |                                          |                                          |                                          |

## Byggnader
Kvar från järnbruket finns idag ett flertal byggnader. Åmots brukskapell byggdes 1797 på bekostnad av brukets dåvarande ägare greve Mårten Bunge. Byggnaden är uppförd i reveterat timmer i nyklassicistisk stil. Söder om kapellet ligger gamla kyrkogården.
Åmots tullkvarn är byggd på en plats där en kvarn fanns redan 1762, men torde stamma från 1800-talet. Den är numera restaurerad och maler igen under sommarhalvåren.
Utmed bruksgatan finns ett antal arbetarbostäder bevarade, och av industrianläggningarna kvarstår kolhuset, ett sågverk (uppfört efter järnbrukets nedläggning) och smedjan, den så kallade tysksmedjan. Efter nedläggningen 1887 revs all utrustning från smedjan ur. En så kallad tyskhärd håller dock på att rekonstrueras. Vidare finns bruksherrgården (ersatt av en ny i början av 1900-talet) med park och kägelbana, ett spannmålsmagasin och prästgården (uppförd 1897) kvar.

## Näringsliv
StoraEnso Skog är den största arbetsgivaren på orten.
Ortens butik var länge en Konsumbutik som drevs av en lokal konsumentförening, Åmots kooperativa handelsförening ("Konsum Åmot"). Från år 2009 drev föreningen även byns bensinmack i samband med att OKQ8 lade ner. Våren 2012 blev den Sveriges minsta konsumentförening. Den hade då 310 medlemmar, inklusive de flesta av byns invånare. Hösten 2012 begärde föreningen utträde ur Kooperativa förbundet och bytte leverantör till Axfood. Butiken skyltades om till en Tempo medan föreningen bytte namn till Åmotsbruks Handel (organisationsnummer: 785500-2213).